# Brian Jones (músico)
Lewis Brian Hopkins Jones (Cheltenham, Inglaterra, 28 de febrero de 1942-Hartfield, Inglaterra, 3 de julio de 1969) fue un músico multiinstrumentista y compositor británico. Fue miembro fundador, junto con el cantante Mick Jagger, el guitarrista Keith Richards y el pianista Ian Stewart, de la banda de rock The Rolling Stones en 1962. Durante los primeros años de la agrupación fue su líder y principal instrumentista, destacando principalmente su influencia en los álbumes Aftermath, Between the Buttons y Their Satanic Majesties Request.
Su madre era profesora de piano y su padre aficionado al jazz. Esta educación lo llevó desde temprana edad a dominar distintos instrumentos musicales, aunque mostraba preferencias por el blues, el rhythm and blues y el jazz. Con los Stones fue la guitarra rítmica y el multinstrumentista de la banda, y destacó en esos primeros años como uno de sus miembros más activos. No figuró en ninguno de los créditos como compositor y tampoco cantó ninguna de las canciones, no obstante la diversidad y la creatividad que el grupo alcanzó con Jones nunca volvió a ser igualada después de su partida (según la opinión de algunos). Jones destacó por su versatilidad en los arreglos de las guitarras, tales como en "Mother's Little Helper" o "She's a Rainbow".
Su comportamiento errático, la fricción con sus compañeros, en especial con Richards por relacionarse con su expareja Anita Pallenberg; y el poco aporte en los álbumes de la agrupación lo llevaron a ser despedido de The Rolling Stones. Los abandonó el 10 de junio de 1969 y poco después se retiró a su granja de Sussex. Un mes más tarde fue hallado muerto en la piscina de su casa, los informes de la policía indicaron que el músico murió a causa de un ataque de asma, enfermedad que sufría desde hacía tiempo, que se le presentó mientras se encontraba nadando, aunque otras teorías respecto a su muerte se desarrollaron poco después.
En vida hizo un par de proyectos en solitario de bajo perfil. Produjo, escribió e interpretó la banda sonora de la película Mord und Totschlag (también conocida como A Degree Of Murder), un filme protagonizado por su entonces novia Anita Pallenberg, y grabó con un grupo local de una villa de Marruecos, Master Musicians of Joujouka, el álbum Brian Jones Presents the Pipes of Pan at Joujouka, lanzado a título póstumo en 1971.

## Biografía
En su libro Stone Alone, Bill Wyman opina que "si alguna vez un hombre vivió genuinamente la vida del rock and roll y caracterizó a los Rolling Stones en todos sus aspectos, mucho antes de que los cinco asumiéramos un estilo, ese fue Brian Jones".
Brian Jones era el más experimental de los Stones, el que tocaba instrumentos raros para el rock: la mandolina, la cítara hindú, el dulcimer, la marimba, el mellotron, el arpa o las campanas tubulares. Era también el más descontrolado, y el que se aburrió más rápido de la banda. Cuando Mick Jagger, Keith Richards y Charlie Watts fueron a decirle que el grupo ya no podía seguir trabajando con él, esperaban una discusión larga pero Jones no se molestó:

"Ya no estoy de acuerdo con los demás por lo que respecta a los discos que estamos grabando. No nos comunicamos musicalmente. La música de los Stones ya no es de mi gusto. El trabajo de Mick y Keith ha progresado por una tangente, al menos en mi opinión. Tengo el deseo de tocar mi propio estilo de música y no el de los demás, por mucho que estime sus conceptos musicales".

Jones nació en el Park Nursing Home en Cheltenham, Gloucestershire, el 28 de febrero de 1942. Un ataque de crup en la edad de cuatro años lo dejó con el asma, que se prolongó durante el resto de su vida. Sus padres de clase media, Lewis Blount Jones y Louisa Beatrice Jones eran de ascendencia galesa. Brian tuvo dos hermanas: Pamela, quien nació el 3 de octubre de 1943 y que murió el 14 de octubre de 1945 de leucemia, y Barbara, nacida en 1946.
De poco afecto al deporte (siendo, no obstante, un gran nadador), durante su adolescencia fingía enfermedades para evitar jugar al fútbol y al críquet con sus compañeros de la escuela: inventaba ataques de tos (aprovechándose de su asma) o renqueaba súbitamente. Le fue muy bien en la escuela secundaria, que terminó con notas brillantes. Precisamente, en la Dean Close Junior Public School debutó como músico a los 15 años, como clarinetista de la orquesta. En 1957 escuchó por primera vez los discos de Charlie Parker y convenció a sus padres de que le compraran un saxofón. 
Al igual que Charlie Watts, Brian entró en la música a través del jazz, pero luego se volcó al blues más tradicional: artistas como Muddy Waters, Sonny Boy Williamson, Elmore James y Robert Johnson. Por el contrario, Jagger y Richards respetaban a estos músicos, pero preferían a los menos puristas Jimmy Reed y Bo Diddley, o al rock and roll de Chuck Berry.

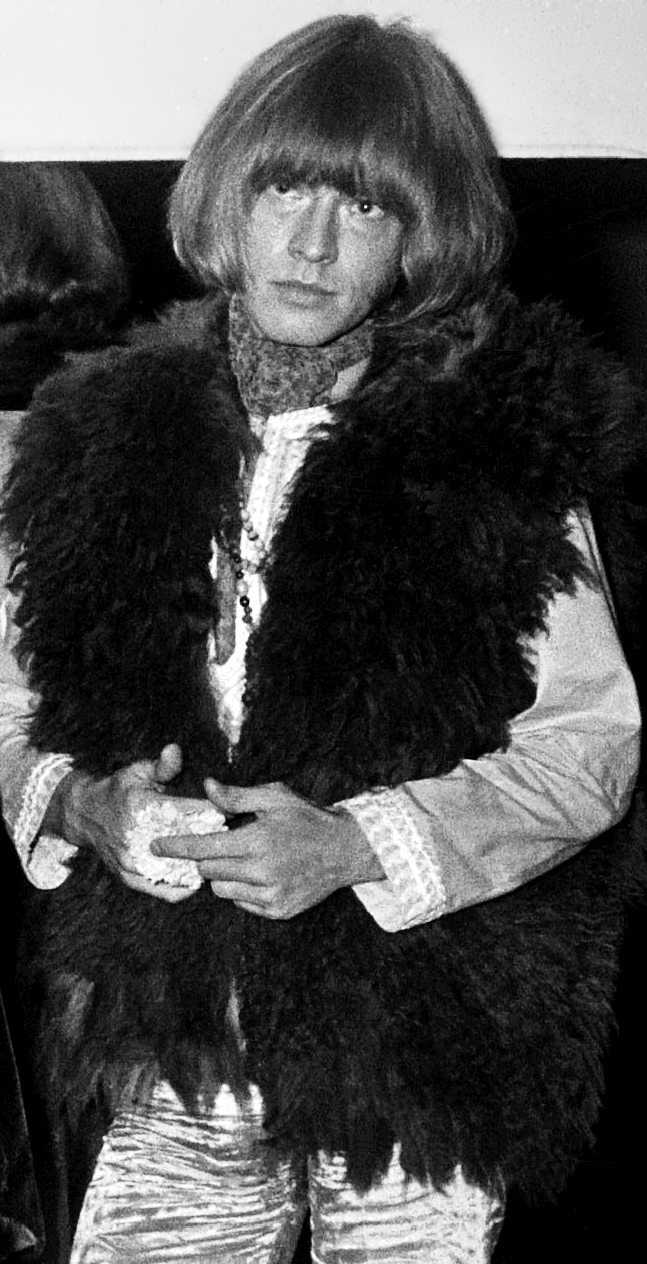
Jones en 1967.

Mientras tanto, Jones embarazaba chicas e iba teniendo hijos: a lo largo de su vida se enteró de seis, así tuvo un hijo con Prudence Hasher, pero pudieron haber sido más. Tan mujeriego como celoso, más de una vez sus novias aparecieron con el ojo morado. Linda Lawrence, una de sus novias, dio a luz a su cuarto hijo, Julian Brian Lawrence. Julian adoptó el apellido Leitch después de que Linda se casara con el cantante de folk Donovan en 1970. Sin embargo, los testimonios de quienes lo conocieron hablan de su sensibilidad y su fuerte necesidad de afecto. Poseedor de una salud muy endeble durante toda su vida, con frecuencia se atribuyeron sus malestares físicos a su abuso de las drogas y al asma, aunque es probable que haya sido epiléptico sin saberlo. 
Entre sus amistades en el mundo de la música se cuentan a Jim Morrison, Bob Dylan, John Lennon, Jimi Hendrix, George Harrison y Steve Marriott.
Introvertido, Jones compuso muchas canciones, pero no solía mostrarlas a sus compañeros de la banda, un poco porque juzgaba que no eran buenas, y otro poco porque el productor Andrew Loog Oldham estaba más interesado en promover al dúo creativo de Jagger-Richards que en oír su material. Quienes lo han escuchado sostienen que se trataba de canciones románticas, sentimentales, en cierto modo emparentadas con el estilo de Donovan o con Bob Dylan. El aporte del guitarrista a los Stones fue, entonces, un concepto musical enorme que redondeaba los temas, que ayudaba a darles su forma final. Varios de los riffs de la primera etapa del grupo le pertenecen, así como la mayor parte de los arreglos con instrumentos curiosos para el estándar stone. Él fue acaso la primera persona que tocó la slide guitar en Inglaterra. Sin embargo, sus problemas constantes con las drogas y su rechazo hacia las canciones que consideraba comerciales originaron una relación tirante entre él, el dúo Jagger - Richards y Andrew Loog Oldham.
Aftermath fue uno de los álbumes en que menos participó. Se sentía cómodo con canciones como "Goin' Home" -que duraba 11 minutos con 35 segundos- antes que con los más tradicionales hits, o tocando la cítara en "Paint It, Black". Participó activamente, también, en el psicodélico y muy discutido Their Satanic Majesties Request. Convocado gracias a las gestiones Anita Pallenberg -que fue la protagonista en 1967 compuso y grabó la banda de sonido del filme alemán Mott und Torschabl (también llamado A Degree Of Murder), dirigido por Volker Schlöndorff. En la tarea lo acompañaron Jimmy Page y Nicky Hopkins en piano. No obstante, casi no participó de las sesiones de Beggars Banquet: en plena grabación partió rumbo a Marruecos. Allí fue a los montes del Atlas para escuchar las flautas de barro que tocaban los músicos de Jajouka. Quedó tan entusiasmado que cuando volvió a visitar Marruecos lo acompañaba un ingeniero de sonido de Olympic Studios. Entre los dos compaginaron el trabajo de los músicos marroquíes, a veces acompañados por la guitarra de Jones. Él preparó la composición artística de la tapa junto con el diseñador Al Vanderburg y le dio el máster, listo para ser editado, a Allen Klein. El productor no se interesó demasiado en el material, pero los Rolling Stones lo editaron tres años después, en 1971, cuando Brian ya había muerto. El título elegido fue Brian Jones Presents the Pipes of Pan at Joujouka.
Durante la grabación de Let It Bleed, a principios de 1969, Jones se encontraba en un estado físico y psicológico tan lamentable que, en junio de ese año, el grupo decidió pedirle que se fuera y él no se mostró en desacuerdo. Al fin y al cabo, cuando empezaron las sesiones del disco estaba internado en una clínica, con un cuadro de depresión. Su trabajo en el disco, como lo demuestra la ficha técnica, fue por lo demás escaso. Antes de echarlo, el grupo empezó directamente a trabajar con Mick Taylor, quien sería oficialmente su sustituto en el grupo poco después.

## Muerte
Brian Jones falleció la noche del 3 de julio de 1969, cuando aún no había pasado ni un mes desde que Mick Jagger, Keith Richards y Charlie Watts se presentaran en su casa para comunicarle que no seguiría formando parte de The Rolling Stones.
La causa oficial de su muerte fue por ahogamiento, tras sufrir un ataque de asma mientras buceaba en su piscina. La noche de su muerte se encontraban en su casa Anna Wholin, su novia en aquel momento, Frank Thorogood, el capataz de la cuadrilla que trabajaba en las reformas de su casa, y Janet Lawson, amiga de Thorogood. Sobre medianoche, Jones fue a tomar un baño en la piscina y momentos después, Wohlin lo encontró en el fondo, ya muerto, sin que aparentemente hubiera signos de violencia en su cuerpo.
Sin embargo, las circunstancias exactas en que murió Jones han sido fuente de muchas sospechas, y existen todo tipo de teorías conspirativas que afirman que su muerte fue un homicidio y señalan las circunstancias de ello, desde ajustes de cuentas con narcotraficantes a los que Jones debía dinero, hasta un asesinato organizado por parte de mafiosos del mundo de la música que veían a Jones como un peligro ya que, al ser expulsado de The Rolling Stones, fue haciendo proposiciones a algunos músicos importantes de la talla de John Lennon, Jimi Hendrix y Steve Marriott, para formar un grupo con él, lo que hubiera provocado la ruptura de varios contratos, además de multitud de problemas legales. También se barajó la idea de que esa noche, los obreros de la cuadrilla de Thorogood estuvieron allí de fiesta y bebiendo, y lo ahogaron sin querer con bromas pesadas bajo el agua, incluso que fue el mismo Thorogood el que lo hizo, tal y como él mismo confesó en su lecho de muerte en 1993, confesión que supuestamente hizo a Tom Keylock, amigo y mánager de giras de The Rolling Stones a finales de los años 60, aunque dicha confesión nunca se ha contrastado.
Existe una película del año 2005 titulada Stoned, protagonizada por Leo Gregory, que narra la vida de Brian Jones y hace hincapié en sus últimos días. En dicha película se muestra de manera explícita y no comprobada, que Jones fue asesinado por Frank Thorogood.
A su funeral asistieron por parte de The Rolling Stones Charlie Watts, Bill Wyman y el antiguo mánager de la banda Andrew Loog Oldham, y estuvieron ausentes Mick Jagger, Keith Richards y Anita Pallenberg, la cual había sido novia de Jones. Se celebró en Cheltenham, localidad natal de Jones.
El concierto gratuito que The Rolling Stones dieron el 5 de julio de 1969 en Hyde Park se convirtió en un improvisado homenaje póstumo a Jones, pues fue sólo dos días después de su fallecimiento. El concierto se programó inicialmente para presentar al guitarrista Mick Taylor, sustituto de Jones en la banda.

## Multiinstrumentista

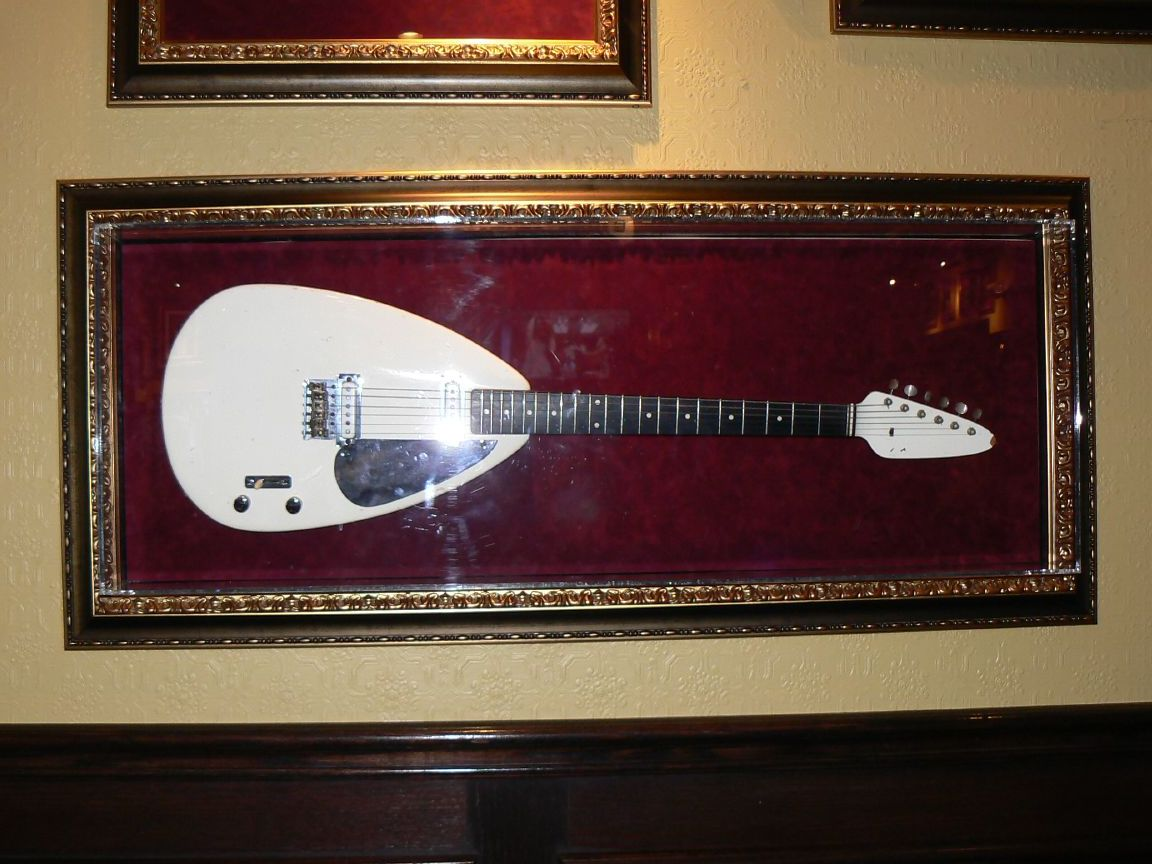
Guitarra de Brian Jones en el Hard Rock Cafe de Sacramento.

La personalidad de Jones se caracterizaba por ser inquieta, y en lo que a música se refiere lo era aún más. Su búsqueda de nuevos sonidos lo llevó a conocer nuevos instrumentos, que con su talento dominaba al poco tiempo. Estas canciones son un ejemplo del gran aporte que Brian hizo en su periodo como Stone: Toca Guitarra slide en "I Wanna Be Your Man", "Mother's Little Helper", "All Sold Out" y "No Expectations", guitarra slide y armónica en "Little Red Rooster", armónica en "Come On", "Dear Doctor", "Prodigal Son", "2120 South Michigan Avenue", y "Not Fade Away", tambura y sitar en "Street Fighting Man" y "Paint It, Black", órgano en "Let's Spend The Night Together", "Complicated" y "2000 Man", marimba en "Under My Thumb" y "Yesterday's Papers", flauta en "Ruby Tuesday", saxofón en "Child of the Moon", dulcimer en "Lady Jane", órgano y acordeón en "Backstreet Girl", clave, saxofón y oboe en "Dandelion", clave en "Lady Jane", mellotron en "She's A Rainbow", "In Another Land", "Stray Cat Blues" y "We Love You", mellotron y piano en "2000 Light Years from Home", pandero en "Can I Get A Witness", mellotron y clave en "Citadel", y autoharp en "You Got the Silver". 

### Aporte vocal
Aunque Brian Jones nunca cantó como voz solista, en los primeros años de la banda participaba en las armonías vocales. Ejemplo de ello son las canciones "I Wanna Be Your Man", "Can I Get A Witness" y "Walking The Dog". La voz de Jones haciendo coros también se puede oír en "Come On", "Bye Bye Johnny", la versión del disco 12 x 5 de "Time Is On My Side", "You Better Move On", "Money", "Everybody Needs Somebody To Love" y "Empty Heart" (junto a Jagger y Richards). El año 1967 también aportó vocalmente en canciones como "Let's Spend The Night Together", "All Sold Out", "She's A Rainbow" y el año 1968 en "Sympathy for the Devil".

### Otras contribuciones
Sumado a la creación de la banda sonora Mord und Totschlag en 1966 y de sus grabaciones en Marruecos que dieron como resultado el álbum Brian Jones presents The Pipes Of Pan At Joujouka, Jones participó en varios proyectos fuera de los Stones.
Brian aportó con el sitar y la percusión en una canción inédita de Jimi Hendrix llamada "My Little One", además de varias improvisaciones grabadas con Hendrix y Dave Mason de Traffic a principios de 1968. Jones también toca saxofón alto en la canción de los Beatles "You Know My Name (Look Up The Number)", que no se publicó hasta después de su muerte. También participó en los coros de la canción "Yellow Submarine" y con el oboe en la canción "Baby You're a Rich Man".

## Discografía

### The Rolling Stones
- The Rolling Stones (1964)
- England's Newest Hit Makers (1964)
- 12 x 5 (1964)
- The Rolling Stones No.2 (1965)
- The Rolling Stones, Now! (1965)
- Out Of Our Heads (1965)
- December's Children (And Everybody's) (1965)
- Aftermath (1966)
- Big Hits (High Tide and Green Grass) (1966)
- Got Live If You Want It! (1966)
- Between the Buttons (1967)
- Flowers (1967)
- Their Satanic Majesties Request (1967)
- Beggars Banquet (1968)
- Let It Bleed (1969)
- Through the Past, Darkly (Big Hits Vol. 2) (1969)
- Hot Rocks 1964-1971 (1971)
- More Hot Rocks (Big Hits & Fazed Cookies) (1972)
- Metamorphosis (1975)
- Singles Collection: The London Years (1989)
- Rock And Roll Circus (1996)

### En solitario
- Banda sonora de la película "A Degree Of Murder" (1966)
- Brian Jones presents The Pipes Of Pan At Joujouka (1968)